# أودهام سينغ
أودهام سينغ (Udham Singh) ولد عام 1888-1940هو ثوري هندي اعقاب احتلال البربطاني للهند قتل السير البريطاني.

## الميداليات
| ذهب | فضة | برونز | المجموع |
| 3   | 1   | 0     | 4       |

## روابط خارجية
- أودهام سينغ على موقع IMDb (الإنجليزية)